# Kazimierz Demel
Kazimierz Demel (ur. 9 marca 1889 w Zawodziu, zm. 27 września 1978 w Gdyni) – hydrobiolog, pionier polskich badań na morzu, znawca flory i fauny Bałtyku.

## Życiorys

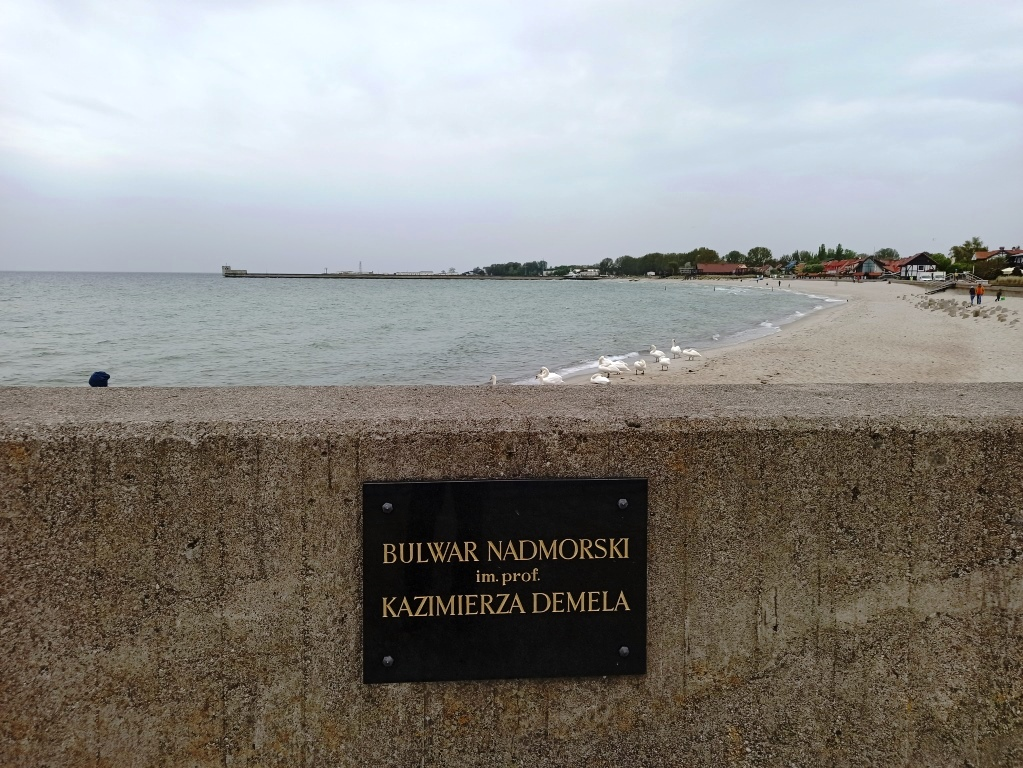
Bulwar im. Kazimierza Demela w Helu

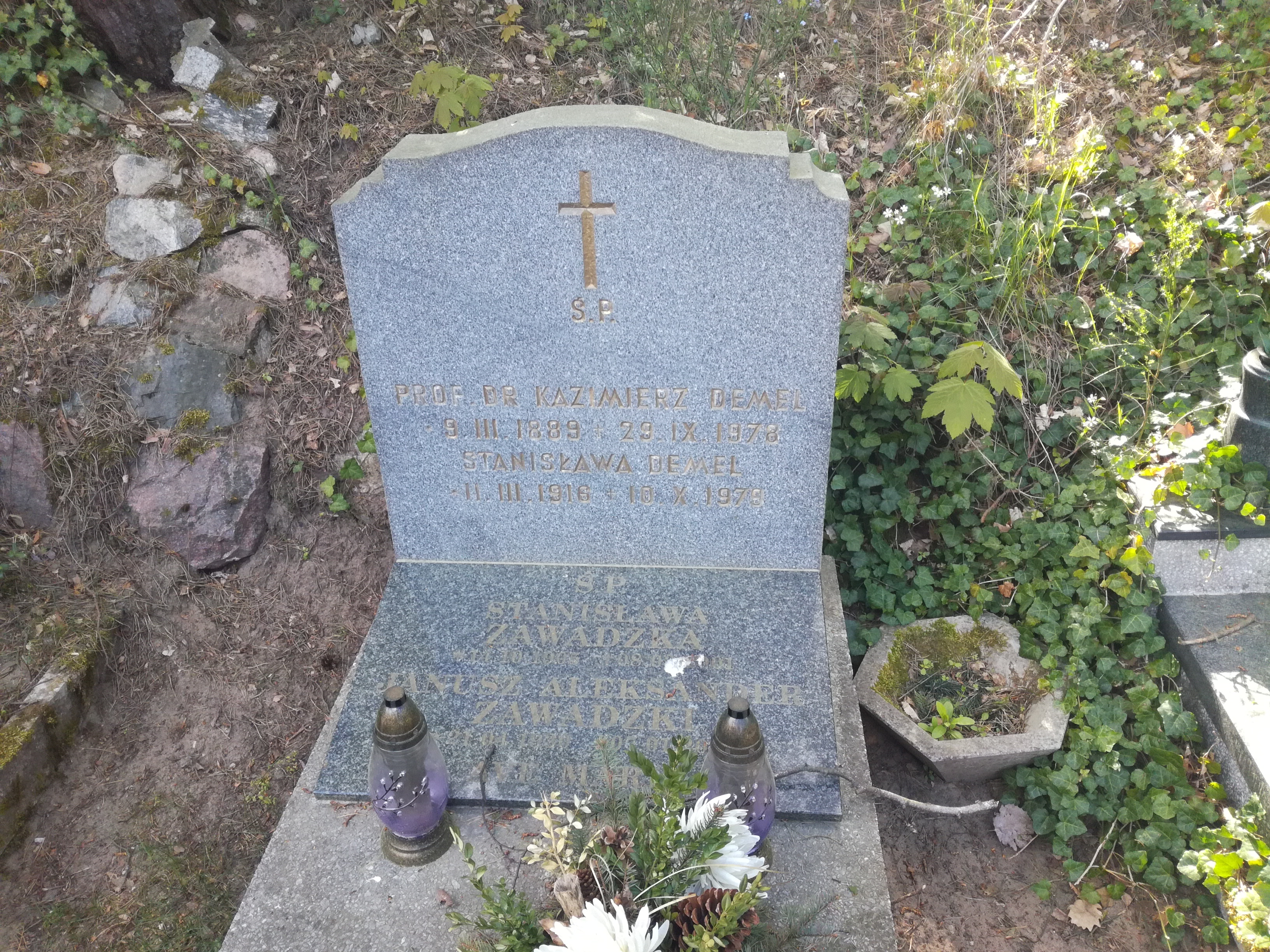
Grób profesora Kazimierza Demela na cmentarzu Witomińskim

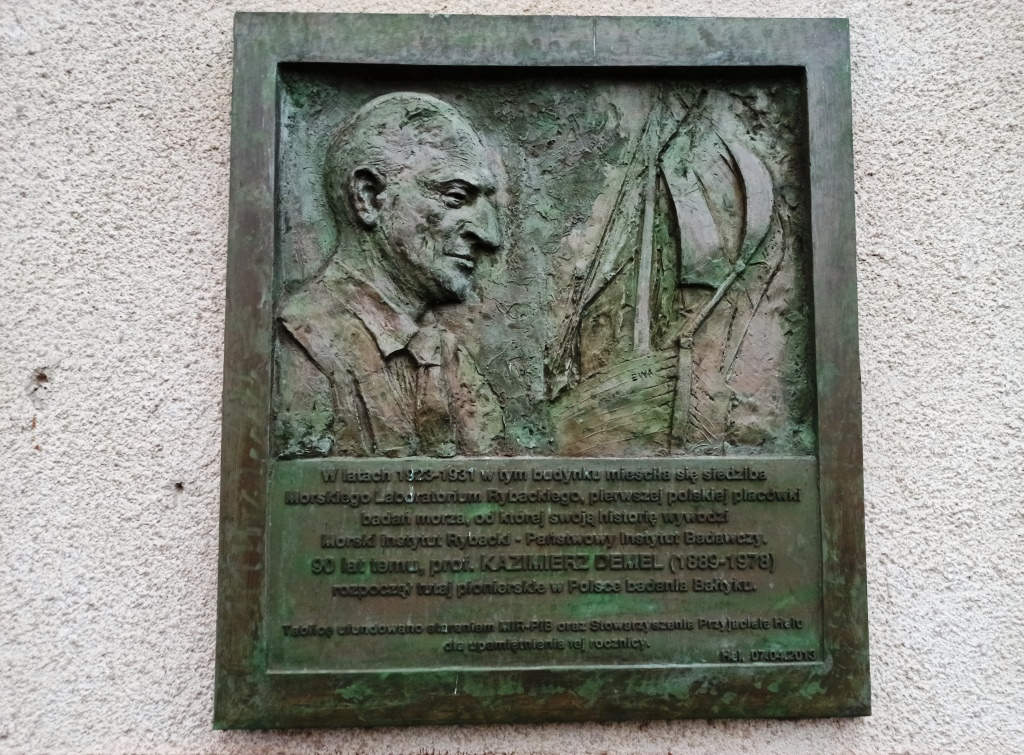
Kazimierz Demel, tablica na budynku Morskiego Laboratorium Rybackiego

Urodził się w rodzinie Bolesława, doktora chemii, dyrektora w fabryce chemicznej, i Marii z Ostrowskich. W 1908 ukończył szkołę średnią Emiliana Konopczyńskiego w Warszawie. Po zdaniu matury podjął studia przyrodnicze na Uniwersytecie Lwowskim, skąd po roku przeniósł się na wydział przyrodniczy Uniwersytetu Genewskiego. W 1912 otrzymał tytuł magistra i rozpoczął pracę na miejscu jako asystent w Zakładzie Zoologii. W 1913 powrócił do kraju z powodu choroby ojca, nostryfikując swój dyplom na Uniwersytecie Jagiellońskim. W tym czasie rozpoczął pracę w Warszawskim Towarzystwie Naukowym, co dało mu możliwość odbycia staży naukowych w Villefranche-sur-Mer (Prowansja) i Murmańsku, podczas których ostatecznie skierował swoją uwagę zagadnieniom związanym z biologią morza. W 1916 podczas I wojny światowej został przymusowo wcielony do armii rosyjskiej, skąd po roku udało mu się przejść do organizowanego na terenie Białorusi I Korpusu Polskiego, pod dowództwem gen. J. Dowbora-Muśnickiego. Po zakończeniu działań wojennych zgłosił się ponownie jako ochotnik do służby wojskowej, odbywając kampanię na froncie wołyńskim. Uczestniczył w III powstaniu śląskim, był adiutantem osobistym naczelnego komendanta ppłk. Macieja Mielżyńskiego ps. „Nowina-Doliwa”.
W 1923 podjął pracę w Morskim Laboratorium Rybackim, mieszczącym się początkowo na Helu, później (w związku ze zmianami organizacyjnymi i przemianowaniu jednostki na Morski Instytut Rybacki) w Gdyni. Pracę doktorską z dziedziny biologii morza obronił w 1938 na Uniwersytecie Jagiellońskim. W sierpniu 1939 ponownie zgłosił gotowość do służby, jednak z uwagi na przekroczony 50. rok życia jego wniosek nie został przyjęty. Wojnę spędził w Warszawie, angażując się w tajną działalność dydaktyczną, a po jej zakończeniu powrócił do Gdyni. Tutaj rozpoczął energiczne starania mające na celu odtworzenie macierzystego Laboratorium, w którym szybko został zastępcą kierownika. W 1950 uzyskał habilitację, siedem lat przed otrzymaniem godności profesora zwyczajnego. W latach 1951−1960 pracował jako kierownik Działu Oceanograficznego MIR oraz członek jego Rady Naukowej; potem przeszedł na emeryturę, nie zaprzestając pracy twórczej.
Poza badaniami prowadzonymi w Morskim Instytucie Rybackim prowadził wykłady w Wyższej Szkole Handlu Morskiego oraz na wydziale rybackim Wyższej Szkoły Rolniczej w Olsztynie. Był wieloletnim członkiem Międzynarodowej Rady Badań Morza w Kopenhadze. Napisał ponad 250 dzieł, w tym wiele podręczników (m.in. bardzo cenione Życie morza, Biologię morza, Zwierzę i jego środowisko czy Morza i oceany) i opracowań popularnonaukowych.  W 1963 został doktorem honoris causa Wyższej Szkoły Rolniczej w Olsztynie.
Od 1924 był mężem Jeanne Salamagne.
Spoczywa w starej alei zasłużonych na cmentarzu Witomińskim (kwatera 77-22-17).

## Ordery i odznaczenia
- Krzyż Komandorski Orderu Odrodzenia Polski (16 lipca 1955)[7]
- Krzyż Oficerski Orderu Odrodzenia Polski (22 lipca 1951)[8]
- Krzyż Walecznych[2]
- Złoty Krzyż Zasługi (1938)[9]
- Krzyż na Śląskiej Wstędze Waleczności i Zasługi II klasy[2]
- Medal 10-lecia Polski Ludowej (16 marca 1955)[10]

## Nagrody
- Nagroda Państwowa III stopnia za dorobek naukowy w dziedzinie biologii polskiego Bałtyku (1951)[11]
- Nagroda Miasta Gdyni za całokształt działalności naukowej (1959)[9]
- Nagroda „Problemów” za osiągnięcia w popularyzowaniu oceanologii i biologii mórz (1969)[12]

## Upamiętnienie
Morski Instytut Rybacki od 1992 przyznaje odznaczenie, Medal im. Profesora Kazimierza Demela, „za wybitne osiągnięcia naukowe i organizacyjne w badaniach oraz w popularyzacji wiedzy o morzu w dziedzinach: biologii, ekologii i rybactwa”.
W 2009 Kapituła Zasłużonych Ludzi Morza nadała Kazimierzowi Demelowi honorowy tytuł „Zasłużony Człowiek Morza”, co upamiętnia tablica w kształcie róży wiatrów wmurowana w Ogólnopolskiej Alei Zasłużonych Ludzi Morza w Rewie, gmina Kosakowo położona nad Zatoką Pucką.